# Тенгерек
Тенгерек (рос. Тэнгэрэк) — село Джидинського району, Бурятії Росії. Входить до складу Сільського поселення Желтуринське.
Населення — 124 особи (2015 рік).